# Radbodsberg
De Radbodsberg (Nederduits: Rabbelsberg) in de gemeente Dunum (Oost-Friesland), is een grafheuvel waarin, volgens de overlevering, de Friese koning Radboud begraven zou zijn.
De ovale heuvel heeft een hoogte van 2,6 meter, een lengte van 29 meter en een breedte van 24 meter. Tussen 1898 en 1904 werden er twee archeologische opgravingen uitgevoerd. Er werden een Neolitisch lichaamsgraf, zes urn- en tien crematiegraven uit de brons- en ijzertijd en een middeleeuws paardengraf gevonden. Verschillende keien zouden kunnen behoren tot een (uit de bronstijd daterende) steenkist.